# Ајванхо (филм из 1952)
Ајванхо (енгл. Ivanhoe) британско-амерички је историјско-авантуристички епски филм из 1952. године, у режији Ричарда Торпа, према сценарију који су написали Енејас Мекензи, Ноел Ленгли и Маргерит Робертс на основу истоименог романа Валтера Скота. Главне улоге у филму тумаче Роберт Тејлор, Елизабет Тејлор, Џоун Фонтејн, Џорџ Сандерс и Емлин Вилијамс. Радња прати витеза по имену Вилфред од Ајванхоа, који оспорава владавину поквареног кнеза Џона и његових послушника, борећи се за повратак легитимног енглеског краља, Ричарда Лављег Срца.

## Радња
Краљ Ричард Лављег Срца, по повратку са крсташког похода, заробљен је од стране аустријског војводе Леополда. Док је краљ у заточеништву, Енглеском влада његов слабовољни и издајнички брат, кнез Џон. Кнез не намерава да плати откуп за свог опасног брата. Витез Вилфред од Ајванхоа, који је био у пратњи краља, враћа се у Енглеску да пронађе новац за откуп суверена. Тражи помоћ од свог оца Седрика, али он, стари саксонски племић, не жели да спасе норманског краља. После норманског освајања Енглеске, локални племићи су се поделили на староседеоце Англосаксонце и норманске окупаторе, неповерљиве и завидне једни према другима.
Нормански витезови Бријан де Боа Гилбер и сер Хју де Браси покушавају да опљачкају јеврејског лихвара Исака, Седриковог госта. Ајванхо квари њихове планове и добровољно се јавља да испрати Исака до његовог дома у Шефилду. Ајванхоов пратилац постаје дворска луда Вамба. Исакова захвална ћерка, Ребека, даје витезу свој накит како би он могао да купи опрему за турнир. Девојка се заљубљује у Ајванхоа, упркос друштвеном јазу између њих.
Кнез Џон сазива витешки турнир. Боа Гилбер и де Браси делују непобедиво све док извесни Саксонац са затвореним визиром не избаци обојицу из седла. Међутим, сам витез − прерушени Ајванхо − задобија рану од Боа Гилбера. Одведен је од гнева Нормана − у Шервудску шуму, до поглавице племенитих пљачкаша Робина од Локслија.
У међувремену, Ајвaнхоовог оца, Седрика, заједно са другим Саксонцима и Ребеком, заробио је нормански лорд Фрон де Беф. Захтева изручење Ајвaнхоа, а младић се сам предаје, али нитков не пушта његовог оца. Робинов дред јуриша на замак и ослобађа заробљенике; Вамба умире од руке Фрон де Бефа, који и сам пада под Ајванхоов мач. Од Нормана, једино Боа Гилбер са Ребеком успева да побегне. Норман почиње да осећа страст према својој заробљеници.
Ајванхо се обраћа Исаку и другим јеврејским трговцима са захтевом за откупнину за краља Ричарда, и они пристају. У међувремену, Ребека је оптужена за вештичарство и биће спаљена на ломачи. Ајванхо захтева „божји суд” – двобој који ће одлучити о судбини оптужене. Кнез Џон наређује Боа Гилберу да победи Ајванхоа. Бријан, који уопште не жели да девојка умре, пита Ребеку за мишљење и она му то дозвољава. Следи двобој између Ајванхоа и Бријана, на крају умире Боа Гилбер. Пре своје смрти признаје љубав Ребеки. Пред крај борбе, откупљени Ричард Лављег Срца, који се вратио у Енглеску, појављује се са одредом крсташа пред својим братом, који клечи пред њим. Ричард позива све који клече да устану, не као Нормани или Саксонци, већ као Енглези.

## Улоге
| Глумац          | Улога                   |
| --------------- | ----------------------- |
| Роберт Тејлор   | Вилфред од Ајванхоа     |
| Елизабет Тејлор | Ребека                  |
| Џоун Фонтејн    | Ровена                  |
| Џорџ Сандерс    | Бријан де Боа Гилбер    |
| Емлин Вилијамс  | Вамба                   |
| Роберт Даглас   | сер Хју де Браси        |
| Финлеј Кари     | Седрик                  |
| Феликс Ајлмер   | Исак од Јорка           |
| Франсис де Волф | Фрон де Беф             |
| Норман Вуланд   | краљ Ричард Лављег Срца |
| Базил Сидни     | Валдемар Фицурзе        |
| Харолд Ворендер | Робин од Локслија       |
| Патрик Холт     | Филип де Малвоазен      |
| Гај Ролф        | кнез Џон                |